# Trigonostomidae
Trigonostomidae é uma família de platelmintos pertencentes à ordem Rhabdocoela.

## Géneros
Géneros:
- Archixenetes Axe, 1971
- Astrotorhynchus Graff, 1905
- Beklemischeviella Luther, 1943